# Sher Bahadur Thapa
Sher Bahadur Thapa (Ghalechap, 20 novembre 1921 – Faetano, 19 settembre 1944) è stato un militare nepalese insignito della Victoria Cross per l'eroismo dimostrato nella battaglia di Monte Pulito.

## Biografia
Nato in un villaggio del distretto di Tanahu, da una famiglia del clan Thapa dell'etnia chhetri, si arruolò come fuciliere del reggimento 9th Gurkha Rifles dell'Esercito Anglo-Indiano nel novembre 1942. Venne trasferito in Italia dopo la battaglia di Cassino. 
Nella notte tra il 15 e il 16 settembre del 1944 il suo battaglione si scontrò contro le forze tedesche nei pressi di Faetano, nella Repubblica di San Marino. Con la sua mitragliatrice Bren riuscì a mettere fuori causa diverse mitragliatrici nemiche, coprendo i compagni che - dopo due ore di combattimenti - avevano pressoché terminato le munizioni. Terminati a sua volta i colpi, anziché ripegare subito aiutò due compagni feriti, esponendosi al fuoco nemico e restando ucciso. Venne sepolto al Gurkha War Cemetery di Rimini.
Per il suo coraggio fu insignito della Victoria Cross.
Nel 2024 Poste San Marino ha dedicato al fuciliere un francobollo, in occasione degli ottant'anni dalla battaglia.